# Pigmalión y Galatea (Girodet)
Pigmalión y Galatea (en francés, Pygmalion amoureux de sa statue o Pygmalion et Galatée) es una pintura de Anne-Louis Girodet de Roussy-Trioson presentada en 1819 que representa el mito de Pigmalión y Galatea, descrito por Ovidio en sus Metamorfosis. La comenzó en 1813, pero tardó seis años en completarla. Es la última obra de Girodet y se encuentra en el museo del Louvre. 

## Historia

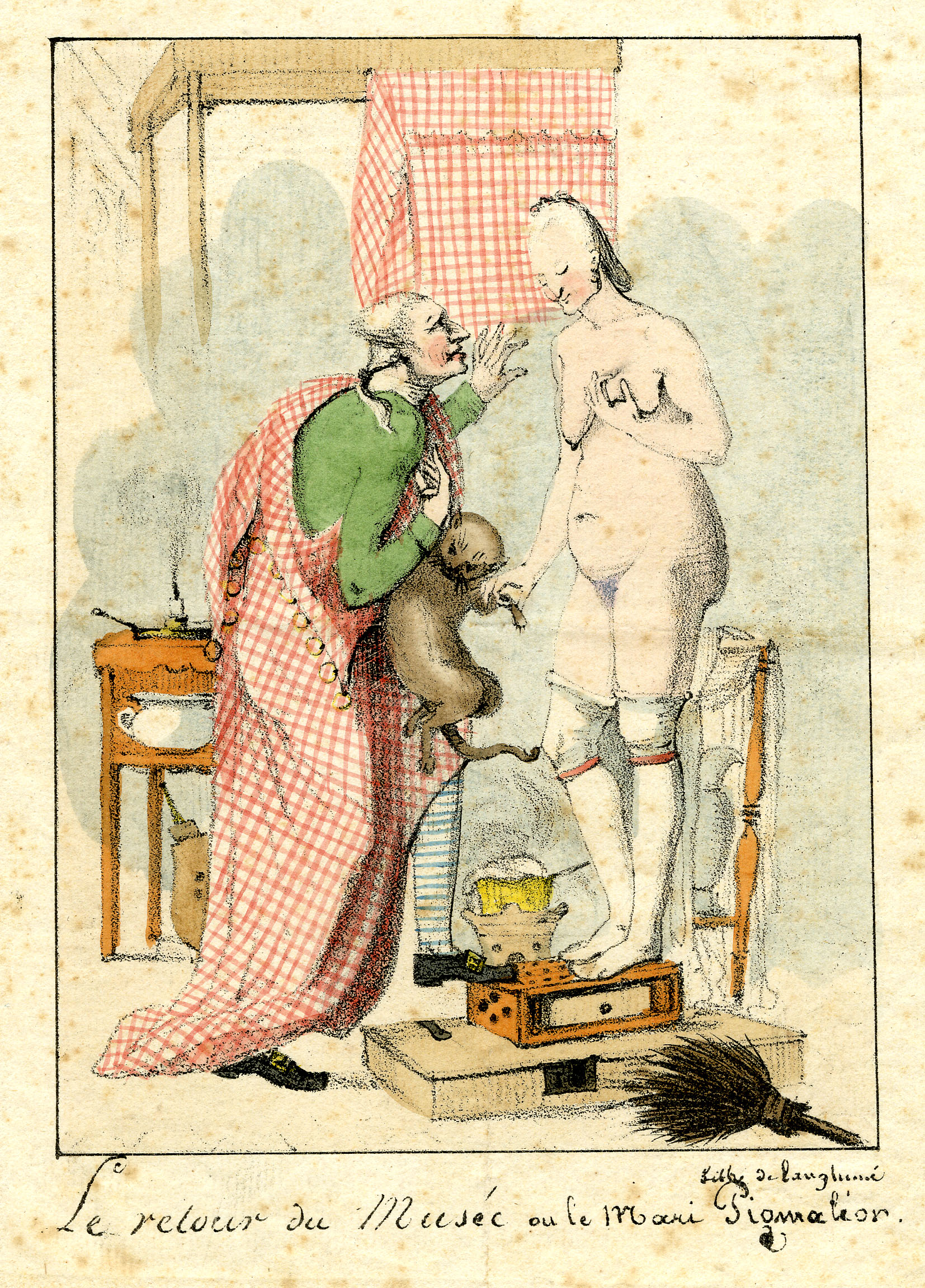
Una caricatura de la obra de 1819.

Encargado por el mecenas italiano Giovanni Battista Sommariva, que quería una obra que rindiera homenaje al artista y escultor italiano Antonio Canova (1757-1822),  el cuadro de Girodet fue creado entre 1813 y 1819.  El largo periodo de desarrollo se debió a una serie de factores documentados en varias cartas personales, incluidos la dificultad para encontrar modelos, la muerte del tutor legal de Girodet, Trioson, y que el artista cayó enfermo en 1817. Expuesto por primera vez en el Salón de 1819, la acogida fue positiva y se dice que incluso el rey elogió al autor.  Ese mismo año se creó una caricatura satírica que retomaba el cuadro, en la que los dos personajes aparecían como ancianos en una cocina.
Por su temática mitológica, la  búsqueda de la belleza ideal y el culto a lo antiguo la obra pertenece al neoclasicismo, pero la interpretación de la exaltación de los sentimientos con el personaje de Pigmalión también la clasifica como precursora del movimiento romántico.

## Descripción
El cuadro representa el momento en el que la escultura de Galatea es transformada en mujer por la diosa Venus, ante la mirada incrédula de su autor. La escena se desarrolla en una zona abierta de palacio, rodeada por una nube de incienso procedente del pebetero que arde a los pies de las figuras.  La luz y el humo crean una atmósfera de misterio que acentúa la magia de la creación de Galatea. Una lira, situada justo detrás del escultor, recuerda sin duda a las Musas, la inspiración artística y el arte mismo. A la izquierda hay una escultura de la diosa del amor ante un altar encendido, cuya cabeza está iluminada por un resplandor. Cubierta solo hasta la cintura por un manto, sostiene en su mano izquierda una paloma, ave que en la antigüedad le era ofrecida en sacrificio, recordando la oración de Pigmalión.

### Pigmalión
Llama la atención la expresión del rostro del escultor, en el que se mezcla la adoración con la sorpresa (con la boca ligeramente abierta, como si el escultor estuviera reprimiendo una exclamación). En su pose se perciben sus dudas y espera, con la mano izquierda no se atreve a tocar a Galatea, no se atreve a creer en el milagro, aunque su rostro, iluminado por la gracia de la escultura, ya muestra todo su amor y devoción. 
Su mirada no solo está fija en Galatea, sino que también muestra en cierto modo su agradecimiento a los dioses, ya que está dirigida hacia arriba, de donde proviene la luz y se alza ella debido al pedestal. Su mano derecha, llevada a su pecho, podría expresar ya sea un gesto de protección ante la imposibilidad de un milagro divino o el interrogatorio o la afirmación sobre si esta mujer es suya (se señala con el dedo). Se inclina hacia adelante y coloca un pie en el pedestal para acercarse a Galatea, pero no se atreve a enderezarse, como si un movimiento repentino pudiera destrozar este momento. La pintura da la sensación de movimiento ininterrumpido y de un momento fijo en el tiempo. Este movimiento ligeramente inclinado también podría interpretarse como un signo de postración hacia lo divino, recordando una vez más la piedad de Pigmalión.
Su vestimenta, un manto rojo bordado en oro, recuerda su ascendencia real (era rey de Chipre) y llama la atención por su color brillante. El rojo también es un color simbólico del amor. La parte inferior del cuerpo de Pigmalión se cubre con las sombras, mientras que la parte frontal es iluminada por la luz que emana de la estatua, permitiendo centrar la mirada en su rostro y el de Galatea. En su cabello porta una corona de escaramujos, sostenida por una cinta blanca,  mientras sus rizos castaños caen sobre sus hombros recordando a los rubios de Galatea recogidos en un moño.

### Galatea
La estatua que se ha convertido en mujer, similar a la Venus de Médici,   está literalmente rodeada de luz. Tiene los ojos cerrados, en una expresión de gracia contenida, con una ligera sonrisa, como si se diera cuenta de la vida que le ha sido dada. Su desnudez permite asociar su belleza con la de las estatuas de la antigüedad. Su piel pálida parece mezclarse con el fondo del cuadro, recordando la pureza del mármol, y la tez de Galatea es perfecta.  Según Girodet, la principal dificultad fue resaltar la claridad de la tez de Galatea sobre un fondo aún más claro. 
De hecho, se aprecia que sus piernas aun siguen siendo marmóreas, y que el sutil tono se va aclarando hacia arriba para adoptar el de la carne tersa de Galatea, carnación cuyo rubor permite diferenciarla del mármol. El pedestal de Galatea recuerda aquel sobre el que se encuentra la estatua de la diosa Venus. El paño y el jarrón tallados permiten consolidar la estatua y Galatea parece apoyarse levemente en ellos, o levantarse de ellos para desprenderse de tales elementos.
También hay un estudio de su cabeza que fue vendido en una subasta por Christie's. 

### Cupido

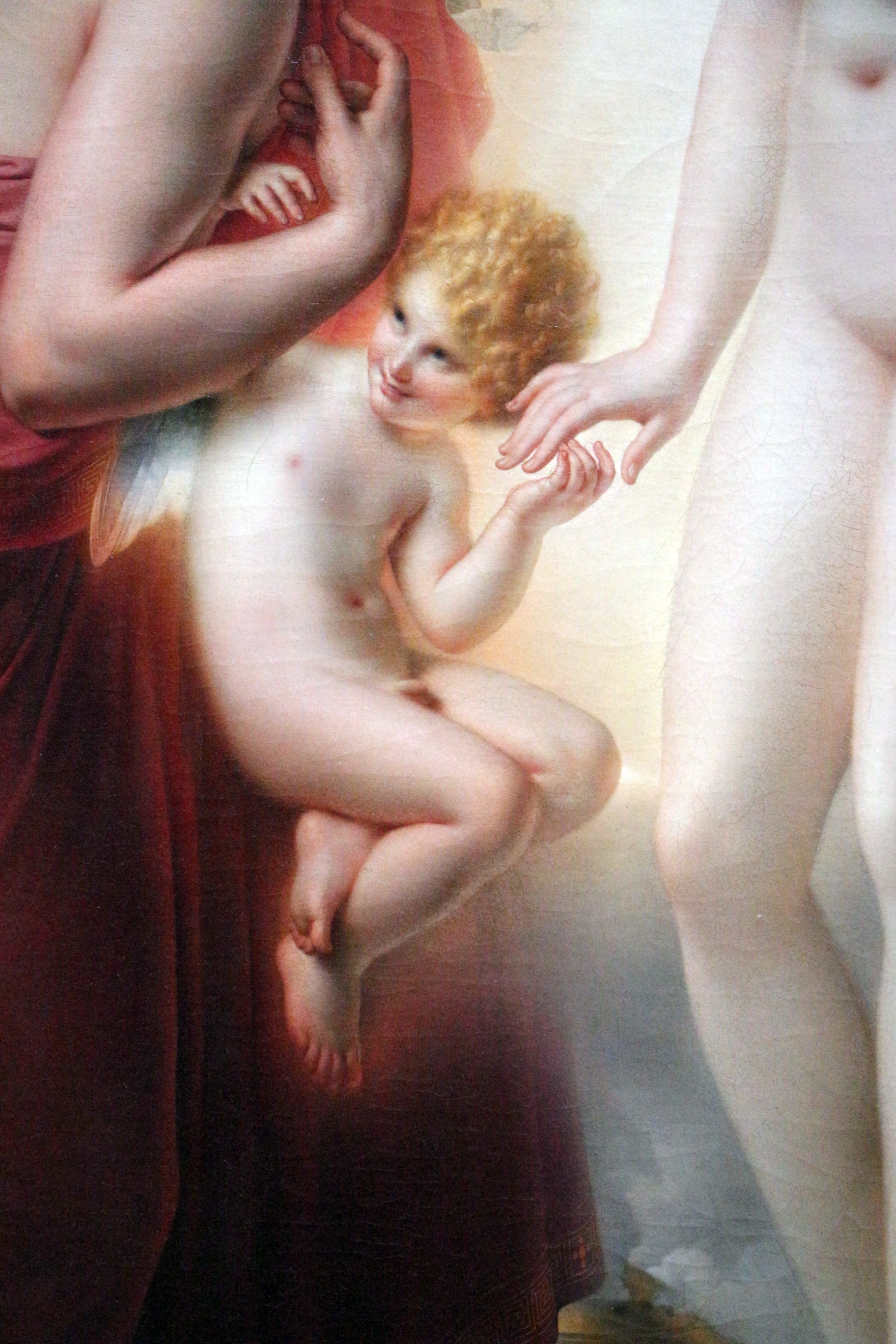
Cupido.

Entre Pigmalión y Galatea flota la figura alegórica del Amor, representada en su forma de Cupido alado.
Sus rizos dorados se encienden y se funden con la luz, como si el propio amorcillo también hubiera salido de esta luz divina. Su expresión podría describirse como traviesa: parece ser el único en la escena que sabe exactamente de qué se trata. Su mirada también se dirige hacia la estatua de Venus, como si fuera un guiño a la intervención divina.
Su presencia permite llenar parte del espacio entre Pigmalión y Galatea y crear una conexión entre ambos. El niño tiene las piernas cruzadas, quizás una forma de aludir a la futura unión de Pigmalión y Galatea.
Sus manos están a punto de agarrar las de los dos amantes, aunque se nota que no toca la de Pigmalión y apenas toca la de Galatea, como si el vínculo aún no se hubiera creado.  Esto refuerza nuevamente la vacilación pero también la dulzura del momento.